# Podrucki (herb szlachecki)

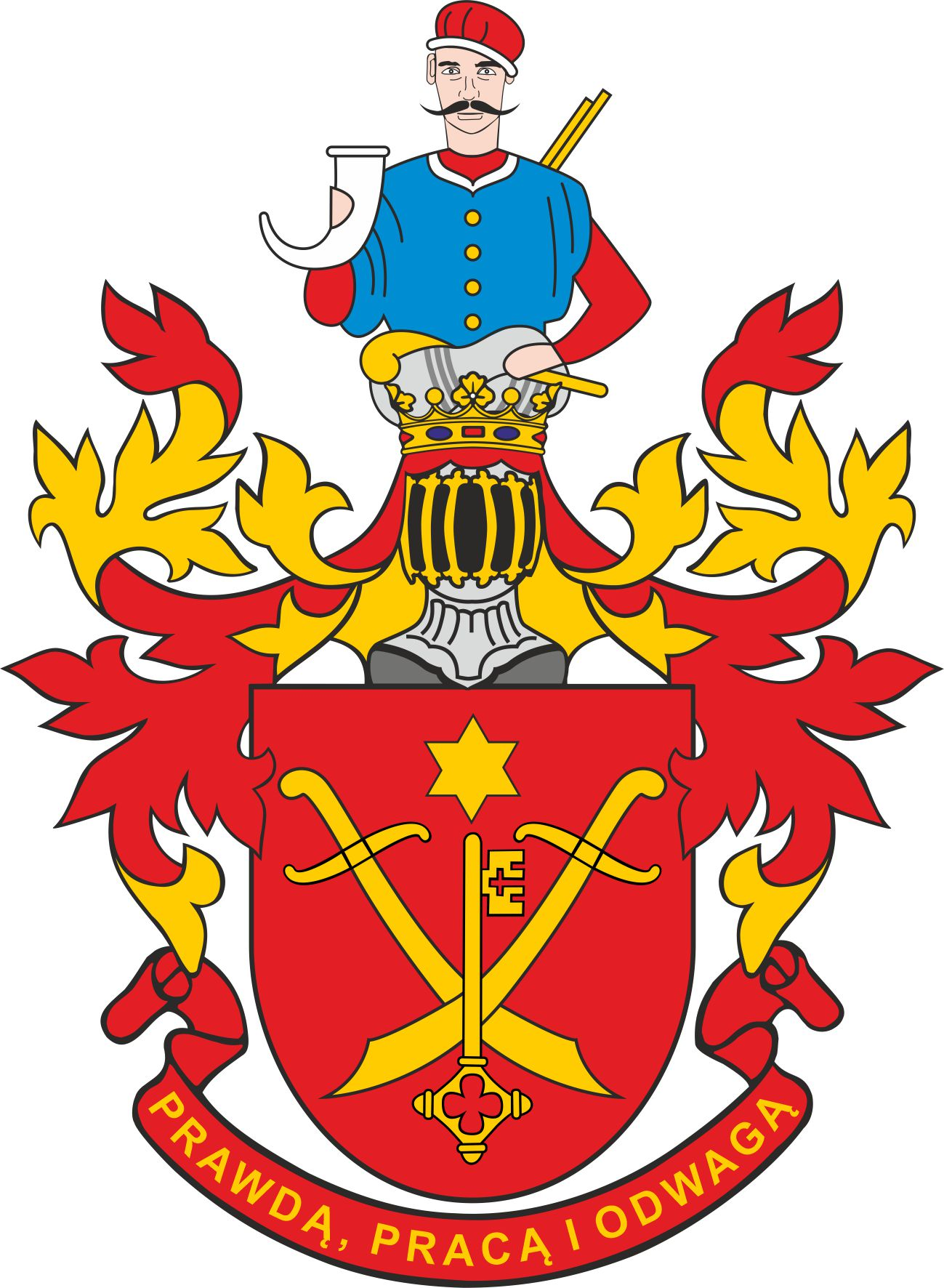
Herb E. Podruckiego wg nadania z 1909 r.

Podrucki – polski herb szlachecki z nobilitacji, nadany w imperium rosyjskim.

## Opis herbu
W polu czerwonym dwa skrzyżowane, złote miecze wschodnie ze złotym kluczem na nich, u góry złota gwiazda sześcioramienna.
Klejnot: Kozak w błekitnej szacie, trzymający w prawej ręce srebrny róg. 
Labry: czerwone podbite złotem. 
Dewiza: „Prawdą, pracą i odwagą” (ros.: Правдою, трудом и отвагою), złota na czerwonej wstędze.

## Najwcześniejsze wzmianki
Nadany z dziedzicznym rosyjskim szlachectwem 20 maja 1909 roku Eugeniuszowi Podruckiemu (synowi Juliana) - polskiemu inżynierowi kolejnictwa, budowniczemu kolei amurskiej (część kolei transsberyjskiej) - wraz z synem Igorem.

## Herbowni
Ponieważ herb Podrucki był herbem własnym, z nobilitacji osobistej, przysługiwał tylko jednej rodzinie herbownych:
Podruccy.